# Тахер Мохамед
Тахер Мохамед Ахмед Тахер Мохамед (араб. طـاهر مـحمـد‎;род. 31 декабря 1997, Каир) — египетский футболист, нападающий клуба «Аль-Ахли» из Каира.

## Клубная карьера
Мохамед начал карьеру в клубе «Араб Контракторс» из своего родного города. В 2014 году он дебютировал за команду в чемпионате Египта. 3 января 2015 года в поединке против «Алааб Даманхур» Тахер забил свой первый гол за «Араб Контракторс». Летом 2016 года Мохамед на правах аренды перешёл во французский «Гавр», но выступал там только за дублирующий состав. В 2017 году он вернулся в «Араб Контракторс».

## Международная карьера
В 2017 году в составе молодёжной сборной Египта Мохамед принял участие в молодёжном Кубке Африки в Замбии. На турнире он сыграл в матчах против команд Мали и Гвинеи.